# Soulgé-sur-Ouette
 Soulgé-sur-Ouette  es una población y comuna francesa, en la región de Países del Loira, departamento de Mayenne, en el distrito de Laval y cantón de Montsûrs.

## Demografía
| 767 | 731 | 748 | 817 | 889 | 971 |
| Para los censos de 1962 a 1999 la población legal corresponde a la población sin duplicidades (Fuente: INSEE [Consultar]) |     |     |     |     |     |